# Eclimus acroleuca
Eclimus acroleuca är en tvåvingeart som först beskrevs av Joseph Hannum Painter 1930.  Eclimus acroleuca ingår i släktet Eclimus och familjen svävflugor.
Artens utbredningsområde är Honduras. Inga underarter finns listade i Catalogue of Life.